# Condorchelys antiqua
Condorchelys antiqua — викопний базальний вид черепах, що жив на початку юрського періоду, 170 млн років тому. Скам'янілі рештки виду знайдені у відкладеннях формації Каньядон Асфальто в Аргентині. Описаний з часткового черепа (basicranium).